# Janusz Kowalik
Janusz Kowalik (* 26. März 1944 in Nowy Sącz, Polen) ist ein ehemaliger polnischer Fußballspieler und -trainer.

## Vereinskarriere
Janusz Kowalik begann seine Profikarriere beim KS Cracovia in der zweiten polnischen Liga. 1961 stieg er mit Cracovia auf und debütierte in der Ekstraklasa. Insgesamt spielte er drei Saisons in der Ekstraklasa und fünf Saisons in der zweiten polnischen Liga. 1968 wanderte er in die USA aus und spielte dort in der NASL für die Chicago Mustangs und die California Clippers (1968 wurde er mit 30 Toren Torschützenkönig der NASL). 1969 kehrte er nach Europa zurück. Er wurde von Sparta Rotterdam verpflichtet. Bei Sparta verbrachte Janusz Kowalik 5 Saisons, bevor er 1974 zum Ligakonkurrenten NEC Nijmegen wechselte. Außerdem spielte er 1976 und 1977, jeweils für ein paar Monate, bei Chicago Sting in den USA und insgesamt drei Saisons beim MVV Maastricht in den Niederlanden. 1980 ließ er seine aktive Karriere beim belgischen Klub Patro Eisden Maasmechelen ausklingen.

## Nationalmannschaft
Der ausgebildete Stürmer absolvierte für Polen sechs Länderspiele.

## Erfolge
- Vize-U16-Europameister (1961)
- Torschützenkönig der NASL 1968

## Trainerkarriere
Die Trainerlaufbahn von Kowalik begann bei Patro Eisden Maasmechelen als Spielertrainer. Später betreute er für ein halbes Jahr Vitesse Arnheim. Im Herbst 1989 übernahm er den griechischen Klub Ionikos Nikea, den er bis April 1991 coachte. Im Jahr 1992 trainierte Kowalik den polnischen Rekordmeister Górnik Zabrze.